# 益津郡
益津郡（日语：／ Mashizu gun */?）為靜岡縣的一郡。已於1896年4月1日因實行郡制而併入志太郡而廢除。
廢除時有以下3村：
- 西益津村
- 東益津村
- 燒津村